# بهاء الليثي
بهاء ممدوح الليثي (مواليد 18 أبريل 1999) لاعب كرة قدم قطري يجيد اللعب في خط الدفاع مع النادي الأهلي معا من نادي قطر.

## مسيرة اللاعب
لعب في نادي السد ونادي قطر ونادي معيذر والنادي الأهلي.

## روابط خارجية
- بهاء الليثي على موقع قاعدة بيانات كرة القدم.إي يو (الإنجليزية)
- بهاء الليثي على موقع Soccerway.com (الإنجليزية)
- بهاء الليثي على موقع كووورة